# 景泰街道
景泰街道，是中华人民共和国广东省广州市白云区下辖的一个乡镇级行政单位。

## 行政区划
景泰街道下辖以下地区：
景泰东社区、景泰西社区、景泰北社区、云苑东社区、云苑南社区、云苑西社区、平安社区、云龙社区、云翠社区、长安社区、政通社区、金泰社区、广园中社区、竹园社区、大金钟社区、景云社区和隆康社区。

## 交通

### 地铁
- █广州地铁11号线：大金钟路站
- █广州地铁12号线：广州体育馆站